# Kenneth Clark
Kenneth McKenzie Clark, barone Clark di Saltwood (Westminster, 13 giugno 1903 – Hythe, 21 maggio 1983), è stato uno storico dell'arte britannico.

## Biografia
È stato un autore, direttore di musei, e uno dei più famosi storici dell'arte della sua generazione.
Il suo percorso formativo ha compreso studi primari a Winchester e studi secondari presso il Trinity College di Oxford.
I suoi studi si completarono grazie al soggiorno fiorentino biennale svolto dal 1926, nel quale approfondì la sua preparazione sull'arte gotica e su quella rinascimentale.
Negli anni successivi assunse e mantenne per un decennio la direzione della Galleria Nazionale di Londra (1934-1945) e la sopraintendenza delle opere d'arte della Corona inglese.
Dal 1946 divenne docente di storia dell'arte presso l'Università di Oxford.
Importante fu la sua attività di saggista e di divulgatore sia attraverso i libri sia tramite i mass-media. Nel 1969 divenne famoso internazionalmente attraverso Civilisation: A Personal View, una serie di programmi trasmessi dalla BBC. In Italia la serie fu trasmessa come Civiltà su Rai 1 nel 1985.

## Opere principali
- The Gothic Revival (1928)
- Catalogue of the Windsor Leonardo Drawings (1935)
- Leonardo da Vinci (1939)
- Piero della Francesca (1951)
- Landscape into Art (1949)
- Moments of Vision (1954), the Romanes Lecture for 1954. Oxford: Clarendon Press.
- The Nude (1956)
- Looking at Pictures (1960)
- Ruskin Today (1964) (edited and annotated by)
- Rembrandt and the Italian Renaissance (1966)
- Civilisation: A Personal View (1969)
- Blake and Visionary Art (1973)
- Another Part of the Wood (1974) (autobiography)
- Animals and Men (1977)
- The Other Half (1977) (autobiography)
- What is a Masterpiece? (1979)
- Feminine Beauty (1980)
- The Romantic Rebellion (1986)